# IU International University of Applied Sciences

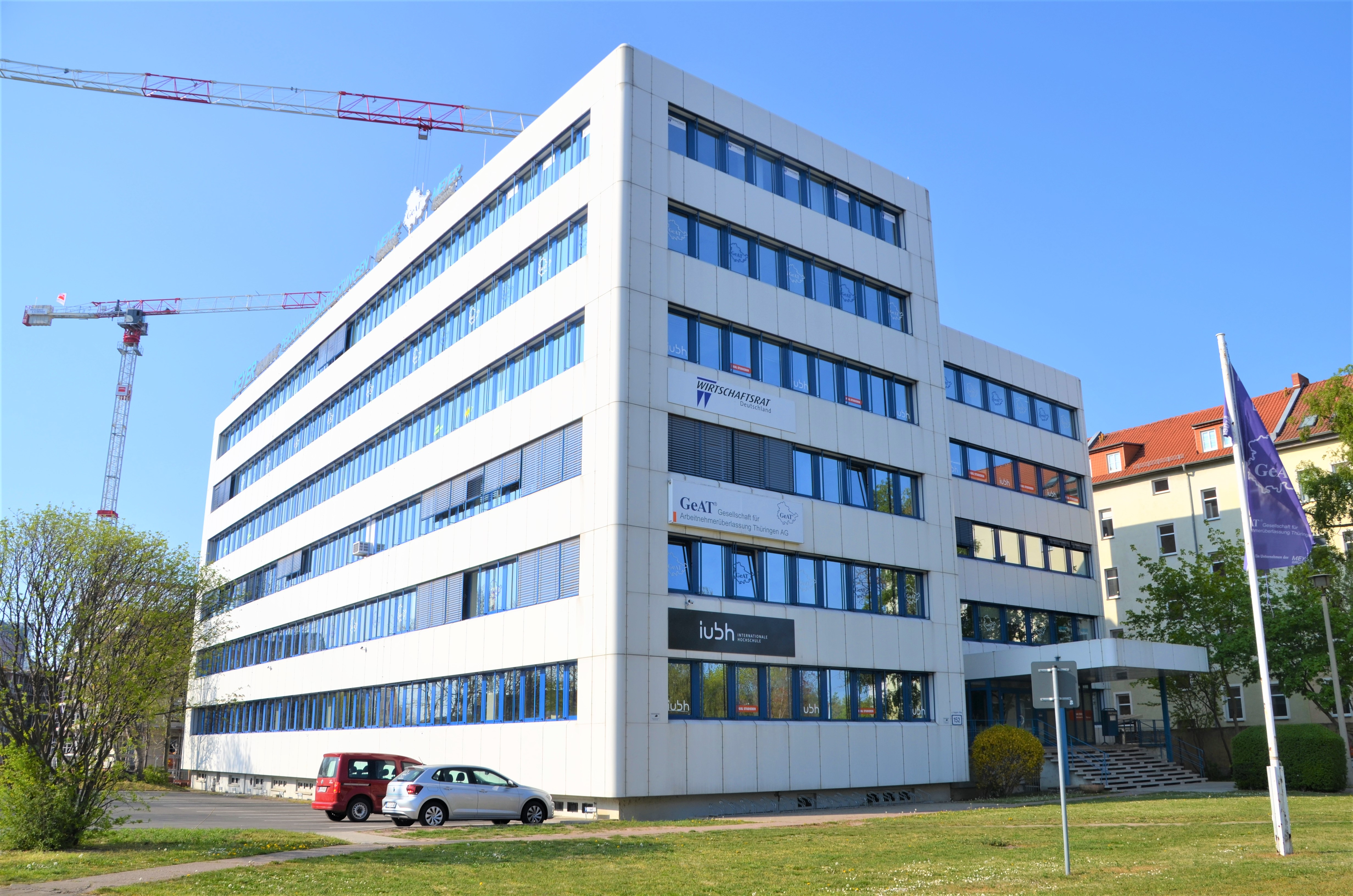
Campusul IU din Erfurt

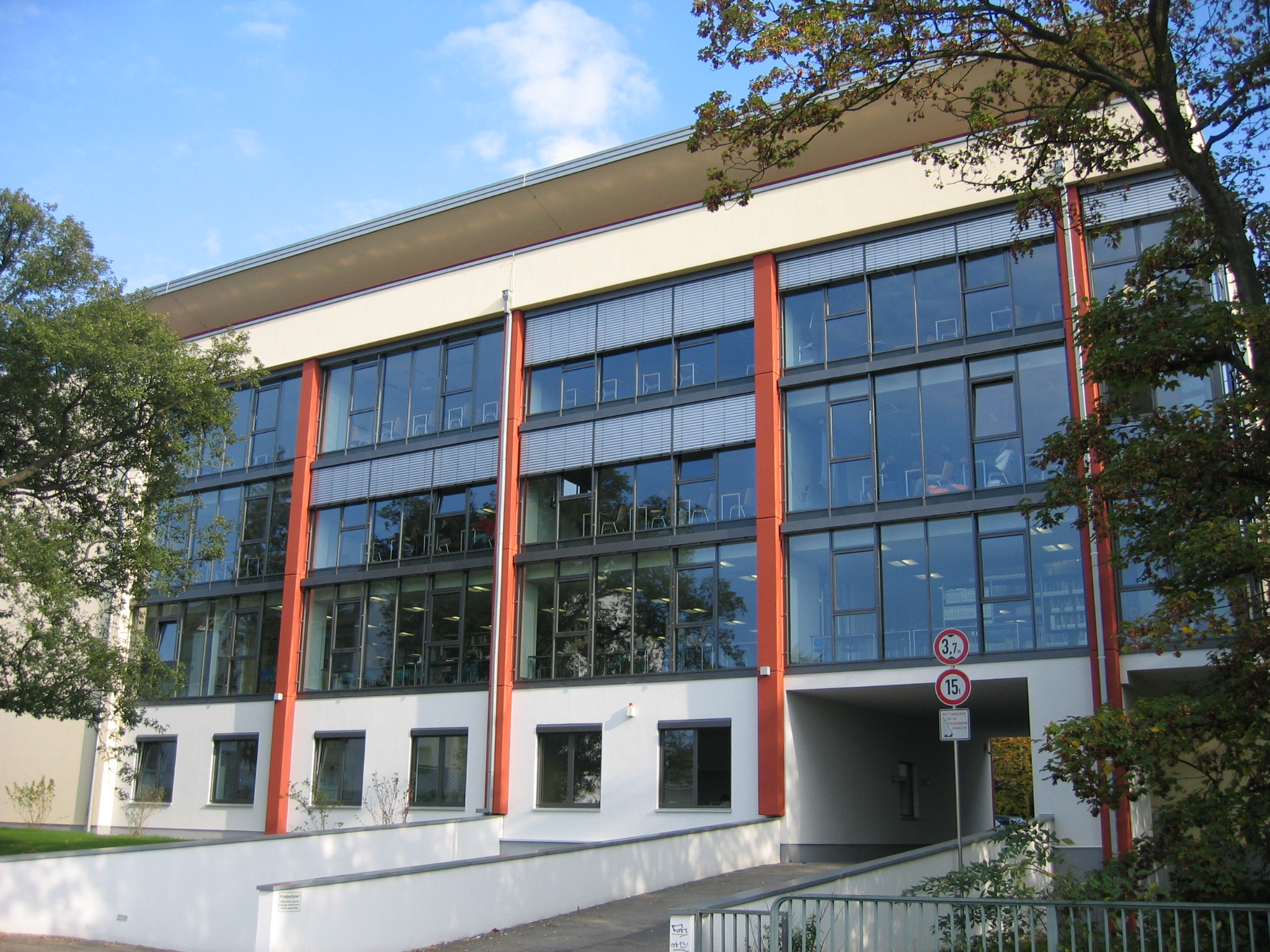
Campusul IU din Bad-Honnef

IU International University of Applied Sciences (până în 2021 IUBH International University of Applied Sciences, până în 2017 International University of Applied Sciences Bad Honnef / Bonn) este o universitate privată de științe aplicate recunoscută de stat, cu sediul în Erfurt și 28 de locații în Germania. 
Oferă programe de studiu față în față în limba engleză, programe de studiu dual în limba germană, precum și programe de învățământ la distanță și modele combinate în limbile germană și engleză. Cu peste 85.000 de studenți, IU International University of Applied Sciences este cea mai mare universitate din Germania începând cu anul 2021.

## Istorie
IU a fost fondată în 1998 ca Universitatea Internațională de Științe Aplicate Bad Honnef / Bonn (IFH) în Bad Honnef, iar predarea a început în semestrul de iarnă 2000/2001 cu 23 de studenți 
În iulie 2009, a fost acreditată instituțional pentru zece ani, urmat de reacreditarea pentru încă 5 ani în 2021. În 2010, a devenit membră a German Rectors' Conference.
La mijlocul anului 2013, IU a fuzionat cu Adam Ries University of Applied Sciences din Erfurt, o altă universitate privată, incluzând acum studiul dual. În martie 2016, s-a unit cu University of International Business and Logistics (HIWL) din Bremen, iar de atunci oferă studiul dual la această locație.
În octombrie 2017, a fost redenumită IUBH International University of Applied Sciences. În martie 2021, a fost redenumită din nou: IU International University of Applied Sciences . În 2019, sediul universității a fost mutat la Erfurt.

## Organizare
Universitatea a fost recunoscută încă din 1999 și acreditată de German Science and Humanities Council în 2009 și 2021. Programele de studiu, precum și managementul intern al calității universității ("acreditare de sistem") sunt acreditate suplimentar de către FIBAA în numele consiliului german de acreditare
Sponsorul univestității este IU Internationale Hochschule GmbH, al carui unic acționar din 2007 este Career Partner GmbH (din 2021: IU Group N.A. . Acesta este deținut de grupul britanic de investitori Oakley din 2017; înainte, a fost deținut de  firma de investiții din München Auctus din 2007 până în 2015, și de firma americană Apollo din 2015 până în 2017.
Organele de conducere ale universității sunt rectoratul, senatulși un consiliul consultativ de specialitate, care este responsabil pentru reprezentarea intereselor de specialitate al edepartamentelor și companiilor. Pe plan intern, universitatea este împărțită în așa-numitele „unități” de-a lungul gamei de cursuri pe care le oferă, fiecare raportând la un pro-rectorat. În plus, universitatea este împărțită în administrații regionale și de șantier în mare parte autonome, precum și nouă departamente.

## Locații
Pe lângă un „campus virtual”, universitatea deține înca 28 de campusuri în: Augsburg, Bad Honnef, Berlin, Bielefeld, Braunschweig, Bremen, Köln , Dresda, Duisburg, Düsseldorf, Erfurt, Essen, Frankfurt, Freiburg, Hamburg, Hanover, Karlsruhe, Leipzig, Lübeck, Mainz, Mannheim, München, Münster, Nürnberg, Peine (pâna la finalul anului 2021), Stuttgart și Ulm. În 2022, următoarele locații urmează a fi adăugate: Aachen, Bochum, Kassel, Kiel, Mönchengladbach, Potsdam, Ravensburg, Regensburg, Rostock, Saarbrücken, și Wuppertal.
De asemenea, pentru învățământul la distanță sunt disponibile mai multe centre de examinare, la sediile Goethe-Institut

## Programe de studiu
IU International University oferă în jur de 200 de programe de licență, masterat și MBA în diferite formate de studiu (învățământ la distanță, studiu combinat, MyStudium, studiu dual) din următoarele domenii:
- Design, arhitectură și construcții
- Sănătate
- Ospitalitate, turism și evenimente
- Resurse umane
- IT și tehnologii
- Marketing și comunicare
- Științe sociale
- Transport și logistică
- Afaceri și management